# Rutinas
«Rutinas» es el undécimo sencillo de la cantante Chenoa, primero de su cuarto álbum Nada es igual, el tema alcanzó un gran éxito en España llegando a encabezar las listas de los más descargados, y durante 2 semanas la lista de los 40 principales. La canción la compuso la propia Chenoa en un bar de Atocha viendo pasar a la gente y habla sobre la monotonía diaria y el luchar contra ella.
También sonó algo en Latinoamérica donde llegó a #25.

## Posicionamiento
| Canción | Pos.España | Pos. Latinoamérica |
| Rutinas | #1 (2)     | #25                |
| ------- | ---------- | ------------------ |

## Videoclip
El videoclip muestra primero a Chenoa como si fuera una actriz envuelta en la monotomía de un rodaje en consonancia con los primeros versos negativos de la canción, pero, al llegar el positivismo del estribillo hay un estallido de luz y de color y Chenoa aparece sentada en un bosque donde cumple como dice la canción, el "poder romper las rutinas que ciegan mi ser". La canción se grabó en una reserva natural en Roma y como anécdota decir que tuvieron problemas para grabar por las vacas que allí había ya que al ser una reserva natural no se les podía molestar.El videoclip alcanzó las 200.000 visitas a pesar de ser colgado con bastante posterioridad a su lanzamiento.

## Información adicional
-Letra
-Videoclip